# CDK16
CDK16 (англ. Cyclin dependent kinase 16) – білок, який кодується однойменним геном, розташованим у людей на X-хромосомі. Довжина поліпептидного ланцюга білка становить 496 амінокислот, а молекулярна маса — 55 716.
| 10         |  | 20         |  | 30         |  | 40         |  | 50         |
| ---------- |  | ---------- |  | ---------- |  | ---------- |  | ---------- |
| MDRMKKIKRQ |  | LSMTLRGGRG |  | IDKTNGAPEQ |  | IGLDESGGGG |  | GSDPGEAPTR |
| AAPGELRSAR |  | GPLSSAPEIV |  | HEDLKMGSDG |  | ESDQASATSS |  | DEVQSPVRVR |
| MRNHPPRKIS |  | TEDINKRLSL |  | PADIRLPEGY |  | LEKLTLNSPI |  | FDKPLSRRLR |
| RVSLSEIGFG |  | KLETYIKLDK |  | LGEGTYATVY |  | KGKSKLTDNL |  | VALKEIRLEH |
| EEGAPCTAIR |  | EVSLLKDLKH |  | ANIVTLHDII |  | HTEKSLTLVF |  | EYLDKDLKQY |
| LDDCGNIINM |  | HNVKLFLFQL |  | LRGLAYCHRQ |  | KVLHRDLKPQ |  | NLLINERGEL |
| KLADFGLARA |  | KSIPTKTYSN |  | EVVTLWYRPP |  | DILLGSTDYS |  | TQIDMWGVGC |
| IFYEMATGRP |  | LFPGSTVEEQ |  | LHFIFRILGT |  | PTEETWPGIL |  | SNEEFKTYNY |
| PKYRAEALLS |  | HAPRLDSDGA |  | DLLTKLLQFE |  | GRNRISAEDA |  | MKHPFFLSLG |
| ERIHKLPDTT |  | SIFALKEIQL |  | QKEASLRSSS |  | MPDSGRPAFR |  | VVDTEF     |

A: Аланін

C: Цистеїн

D: Аспарагінова кислота

E: Глутамінова кислота

F: Фенілаланін

G: Гліцин

H: Гістидин

I: Ізолейцин

K: Лізин

L: Лейцин

M: Метіонін

N: Аспарагін

P: Пролін

Q: Глутамін

R: Аргінін

S: Серин

T: Треонін

V: Валін

W: Триптофан

Кодований геном білок за функціями належить до трансфераз, кіназ, серин/треонінових протеїнкіназ, фосфопротеїнів. 
Задіяний у таких біологічних процесах, як диференціація клітин, сперматогенез, альтернативний сплайсинг. 
Білок має сайт для зв'язування з АТФ, нуклеотидами. 
Локалізований у клітинній мембрані, цитоплазмі, мембрані, клітинних контактах, цитоплазматичних везикулах, синапсах, синаптосомах.